# Бней-Атарот
Бней-Атарот (ивр. בני עטרות‎) — мошав, расположенный в центральной части Израиля,  между городом Йехуд и  аэропортом Бен-Гурион. Административно относится к региональному совету Хевель-Модиин. 

## История
Бней-Атарот находится на территории бывшей колонии темплеров «Вильгельма» (нем. Wilhelma), созданной в 1902 году и названной в честь германского императора Вильгельма II.  Во время Второй мировой войны немецкие поселенцы в подмандатной Палестине были арестованы как вражеские граждане и депортированы в Великобританию.
Мошав был основан в 1948 году во время войны за независимость беженцами из поселений «Атарот» (к северу от Иерусалима), «Нехалим» в Верхней Галилее и «Беэрот-Ицхак» в Негеве. Большинство оригинальных домов немецкой колонии были сохранены.
В 1994 году на перекрестке Бней-Атарот палестинскими террористами был похищен Нахшон Ваксман.

## Население
По данным Центрального статистического бюро Израиля, население на начало 2020 года составляло 964 человека.